# Don't Stop 'til You Get Enough
"Don't Stop 'til You Get Enough" је први хит сингл певача Мајкла Џексона са албума Off the Wall, издат 1979. Песму је писао и компоновао и писао Џексон а продуцент је био Квинси Џонс.
Као сингл је реиздана 2006.

## Позиције
| "" (1979)            | Највиша позиција |
| -------------------- | ---------------- |
| САД                  | 1                |
| Аустралија           | 1                |
| Норвешка             | 1                |
| Белгија              | 1                |
| Холандија            | 2                |
| Данска               | 1                |
| Уједињено Краљевство | 3                |